# Matthew Marcel Coutinho
Matthew Marcel Coutinho SDB (* 21. September 1961 in Kuwait) ist ein indischer Geistlicher.
1978 trat er bei den Salesianern Don Boscos in Indien ein. Am 24. Mai 1979 legte er seine einfache Profess ab. Von 1979 bis 1982 studierte er an der North Bengal Universität und schloss mit dem Bachelor of Arts ab. 1984 machte er seinen Master in Philosophie in Pune. 1990 den Bachelor in Theology in Bengaluru. 1990 wurde er in Mumbai zum Priester geweiht und wirkte dann am Noviziats der Provinz Mumbai. Im Anschluss wurde er Pfarrer und Schulleiter im indischen Nashik nordöstlich von Mumbai. 2006 promovierte er an der Päpstlichen Akademie Alfonsiana in Rom. Seit 2015 ist er in Jerusalem. Dort war er Professor für Moraltheologie an der Salesianer-Hochschule in Jerusalem. Zugleich war er Seelsorger für seine indischen Landsleute und die Gemeinde in Rechovot. Am 29. Mai 2023 wurde er zum Patriarchalvikar für Migranten und Asylsuchende ernannt. In dem Amt folgte er auf Nikodemus Schnabel, der amn jenem Tag sein Amt als Abt der Dormitio-Abtei antrat.